# Agnese Logina
Agnese Logina (ur. 25 czerwca 1990) – łotewska działaczka kulturalna i samorządowa, w latach 2023–2024 minister kultury.

## Życiorys
W 2013 ukończyła studia z zakresu teorii kina i literatury w Amsterdam University College. W 2016 uzyskała magisterium w Łotewskiej Akademii Kultury w Rydze. Pracowała przy festiwalu filmowym Riga IFF, a także jako wykładowczyni i kurator w Muzeum Filmu w Rydze. W 2021 została powołana na dyrektora tej placówki. Zajęła się także działalnością publicystyczną jako autorka tekstów o tematyce filmowej i kulturalnej.
Dołączyła do socjaldemokratycznej partii Postępowi, weszła w skład władz wykonawczych ugrupowania. W 2020 został radną miejską w Rydze (reelekcja w 2025). We wrześniu 2023 objęła urząd ministra kultury w nowo utworzonym rządzie Eviki Siliņi. Zrezygnowała z tego stanowiska w czerwcu 2024.